# John Frawley
John Frawley (Redcliffe, 4 luglio 1965) è un ex tennista australiano.
È il fratello minore di Rod Frawley a sua volta un tennista professionista.

## Carriera

### Junior
Ha ottenuto ottimi risultati a livello giovanile, nel singolare ha raggiunto le semifinali agli Australian Open 1983 e la finale di Wimbledon 1983, nel doppio in coppia con Pat Cash ha conquistato sia Wimbledon 1982 che il Roland Garros 1982 oltre ad una finale persa agli US Open 1982.

### Professionista
I risultati tra i professionisti non sono stati in linea con i successi da giovane, nonostante abbia raggiunto la posizione 35 in classifica mondiale non è mai riuscito a conquistare un titolo, negli Slam il suo risultato migliore è stato il quarto turno raggiunto nel 1984 e 1988 in Australia e sempre nel 1988 agli US Open.